# Cầu lông tại Đại hội Thể thao Đông Nam Á 2021
Cầu lông là một trong những môn thể thao tranh tài tại Đại hội Thể thao Đông Nam Á 2021 ở Việt Nam, được tổ chức từ ngày 16 đến 22 tháng 5 năm 2022 (vì tình hình Đại dịch COVID-19 lúc đó diễn biến rất phức tạp tại các quốc gia Đông Nam Á), tại Nhà thi đấu thể thao ở tỉnh Bắc Giang.
Môn Cầu lông gồm bảy (07) nội dung thi đấu: Đơn nam, nữ; đôi nam, nữ và phối hợp; đồng đội nam, nữ.

## Địa điểm
| Bắc Giang                           |
| ----------------------------------- |
| Nhà thi đấu thể thao tỉnh Bắc Giang |
| Sức chứa: 4500                      |

## Chương trình thi đấu
Môn cầu lông thi đấu từ ngày 16 đến 22 tháng 05 năm 2022, với lịch thi đấu cụ thể như sau:
| Ngày        | Thời gian     | Nội dung                             |
| ----------- | ------------- | ------------------------------------ |
| 16 tháng 05 | 09h00 - 14h00 | Vòng loại đồng đội / Tứ kết đồng đội |
| 16 tháng 05 | 15h00 - 20h00 | Vòng loại đồng đội / Tứ kết đồng đội |
| 17 tháng 05 | 09h00 - 14h00 | Bán kết đồng đội                     |
| 17 tháng 05 | 15h00 - 19h30 | Bán kết đồng đội                     |
| 18 tháng 05 | 09h00 - 14h00 | Chung kết đồng đội nữ                |
| 18 tháng 05 | 16h10 -16h30  | Trao huy chương                      |
| 18 tháng 05 | 18h00 -21h00  | Chung kết đồng đội nam               |
| 18 tháng 05 | 21h10 -21h30  | Trao huy chương                      |
| 19 tháng 05 | 09h00 - 21h00 | Vòng 1/16 đơn nam                    |
| 19 tháng 05 | 09h00 - 21h00 | Vòng 1/16 đơn nữ                     |
| 19 tháng 05 | 09h00 - 21h00 | Vòng 1/16 đôi nam                    |
| 19 tháng 05 | 09h00 - 21h00 | Vòng 1/16 đôi nữ                     |
| 19 tháng 05 | 09h00 - 21h00 | Vòng 1/16 đôi nam nữ                 |
| 20 tháng 05 | 09h00 - 17h00 | Tứ kết đơn nam                       |
| 20 tháng 05 | 09h00 - 17h00 | Tứ kết đơn nữ                        |
| 20 tháng 05 | 09h00 - 17h00 | Tứ kết đôi nam                       |
| 20 tháng 05 | 09h00 - 17h00 | Tứ kết đôi nữ                        |
| 20 tháng 05 | 09h00 - 17h00 | Tứ kết đôi nam nữ                    |
| 22 tháng 05 | 12h00         | Bán kết đơn nam                      |
| 22 tháng 05 | 12h00         | Trao huy chương                      |
| 22 tháng 05 | 12h00         | Bán kết đơn nữ                       |
| 22 tháng 05 | 12h00         | Trao huy chương                      |
| 22 tháng 05 | 12h00         | Bán kết đôi nam                      |
| 22 tháng 05 | 12h00         | Trao huy chương                      |
| 22 tháng 05 | 12h00         | Bán kết đôi nữ                       |
| 22 tháng 05 | 12h00         | Trao huy chương                      |
| 22 tháng 05 | 12h00         | Bán kết đôi nam nữ                   |
| 22 tháng 05 | 12h00         | Trao huy chương                      |

## Các quốc gia tham dự
Tổng cộng có hơn 100 vận động viên từ 8 quốc gia tham gia
- Campuchia
- Indonesia
- Malaysia
- Myanmar
- Philippines
- Singapore
- Thái Lan
- Việt Nam

## Bảng tổng sắp huy chương
| Hạng               | Đoàn               | Vàng | Bạc | Đồng | Tổng số |
| ------------------ | ------------------ | ---- | --- | ---- | ------- |
| 1                  | Thái Lan (THA)     | 4    | 2   | 0    | 6       |
| 2                  | Indonesia (INA)    | 2    | 2   | 5    | 9       |
| 3                  | Malaysia (MAS)     | 1    | 2   | 1    | 4       |
| 4                  | Singapore (SGP)    | 0    | 1   | 5    | 6       |
| 5                  | Việt Nam (VIE)     | 0    | 0   | 3    | 3       |
| Tổng số (5 đơn vị) | Tổng số (5 đơn vị) | 7    | 7   | 14   | 28      |

### Danh sách huy chương
| Nội dung          | Vàng | Bạc | Đồng |
| ----------------- | --- | --- | --- |
| Giải đơn nam      | Kunlavut Vitidsarn · Thái Lan | Loh Kean Yew · Singapore | Jason Teh · Singapore · Nguyễn Tiến Minh · Việt Nam |
| Giải đơn nữ       | Pornpawee Chochuwong · Thái Lan | Phittayaporn Chaiwan · Thái Lan | Putri Kusuma Wardani · Indonesia · Gregoria Mariska Tunjung · Indonesia |
| Giải đôi nam      | Indonesia · Leo Rolly Carnando · Daniel Marthin | Indonesia · Pramudya Kusumawardana · Yeremia Rambitan | Singapore · Terry Hee · Loh Kean Hean · Việt Nam · Đỗ Tuấn Đức · Phạm Hồng Nam |
| Giải đôi nữ       | Indonesia · Apriyani Rahayu · Siti Fadia Silva Ramadhanti | Thái Lan · Benyapa Aimsaard · Nuntakarn Aimsaard | Singapore · Insyirah Khan · Bernice Lim Zhi Rui · Malaysia · Cheah Yee See · Cheng Su Hui |
| Giải đôi nam nữ   | Malaysia · Chen Tang Jie · Peck Yen Wei | Malaysia · Hoo Pang Ron · Cheah Yee See | Indonesia · Rinov Rivaldy · Pitha Haningtyas Mentari · Indonesia · Adnan Maulana · Mychelle Crhystine Bandaso |
| Giải đồng đội nam | Thái Lan · Chaloempon Charoenkitamorn · Khosit Phetpradab · Tanadon Punpanich · Wachirawit Sothon · Peeratchai Sukphun · Pakkapon Teeraratsakul · Panitchapon Teeraratsakul · Sitthikom Thammasin · Kunlavut Vitidsarn · Nanthakarn Yordphaisong | Malaysia · Junaidi Arif · Chen Tang Jie · Muhammad Haikal · Justin Hoh · Hoo Pang Ron · Kok Jing Hong · Lee Shun Yang · Man Wei Chong · Shahyar Shaqeem · Tee Kai Wun                                                                                              | Indonesia · Christian Adinata · Leo Rolly Carnando · Chico Aura Dwi Wardoyo · Pramudya Kusumawardana · Daniel Marthin · Adnan Maulana · Yeremia Rambitan · Yonathan Ramlie · Rinov Rivaldy · Bobby Setiabudi · Singapore · Danny Bawa Chrisnanta · Terry Hee · Wesley Koh · Joel Koh · Junsuke Kubo · Andy Kwek · Lim Shun Tian · Loh Kean Hean · Loh Kean Yew · Jason Teh |
| Giải đồng đội nữ  | Thái Lan · Benyapa Aimsaard · Nuntakarn Aimsaard · Phittayaporn Chaiwan · Pornpawee Chochuwong · Laksika Kanlaha · Supanida Katethong · Jongkolphan Kititharakul · Phataimas Muenwong · Pitchamon Opatniputh · Rawinda Prajongjai                | Indonesia · Mychelle Crhystine Bandaso · Febby Valencia Dwijayanti Gani · Pitha Haningtyas Mentari · Saifi Rizka Nurhidayah · Apriyani Rahayu · Siti Fadia Silva Ramadhanti · Ribka Sugiarto · Gregoria Mariska Tunjung · Putri Kusuma Wardani · Stephanie Widjaja | Singapore · Grace Chua · Jaslyn Hooi · Insyirah Khan · Jin Yujia · Megan Lee Xinyi · Bernice Lim Zhi Rui · Tan Wei Han · Crystal Wong · Yeo Jia Min · Việt Nam · Đinh Thị Phương Hồng · Đỗ Thị Hoài · Nguyễn Thị Ngọc Lan · Nguyễn Thùy Linh · Phạm Như Thảo · Phạm Thị Khánh · Thân Vân Anh · Trần Thị Phương Thúy · Vũ Thị Anh Thư · Vũ Thị Trang                        |